# ブロニスワヴァ・ケウプルリャン＝ヴイチク
ブロニスワヴァ・ケウプルリャン＝ヴイチク（Bronisława Keuprulian-Wójcik/Wójcik-Keuprulian, 1890年8月6日 - 1938年4月11日）は、ポーランドの音楽学者。アルメニア人。ルヴフ大学教授。ポーランドを代表する音楽学者の1人で、ショパンとアルメニア音楽の専門家。